# Альберт Беррі (парашутист)
Капітан Альберт Беррі (англ. Albert Berry; 1 березня 1878 — ?) — американський пілот, вважається одним з перших (разом з Грантом Мортоном), хто здійснив успішний стрибок з парашутом з літака.
1 березня 1912 року в Сент-Луїсі, штаті Міссурі він стрибнув з біплана Бенуа з висоти 450 м і успішно приземлився біля казарм Джефферсон. Парашут діаметром 11 м міститься в металевому контейнері, прикріпленому до нижньої площини літака. Беррі пролетів 152 м до того, як парашут розкрився.